# Janet Leach
Janet Darnell Leach (Grand Saline, Texas, 15 de març de 1918 – 12 de setembre de 1997), va ser una ceramista americana que en la darrera etapa de la seva vida va treballar a la Leach Pottery de St Ives, Cornualla, a Anglaterra. Va estudiar ceràmica a Black Mountain, Carolina del Nord com a alumna de Shoji Hamada quan aquest hi va impartir algunes classes com a professor convidat. Posteriorment, va viatjar al Japó per treballar amb ell. Va ser la seva aprenenta durant dos anys i sempre el consideraria el seu principal mentor. És considerada la primera dona estrangera en estudiar ceràmica al Japó i també la segona occidental en fer-ho.
El 1955 es va casar amb Bernard Leach, el cèlebre ceramista britànic, amb qui havia coincidit amb anterioritat a Black Mountain. Junts van retornar a Gran Bretanya per posar en marxa el seu taller a St.Ives. La ceràmica de Janet Leach sempre ha reflectit una forta influència de l'estètica japonesa i la popularitat de la seva obra ha anat en augment en el darrers temps. El 2006-2007 es va organitzar una important retrospectiva de la seva obra a Tate St Ives.

## Vida

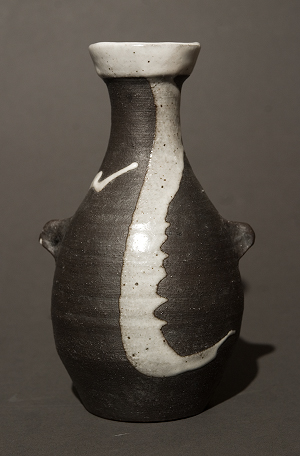
Petit gerro de Janet Leach

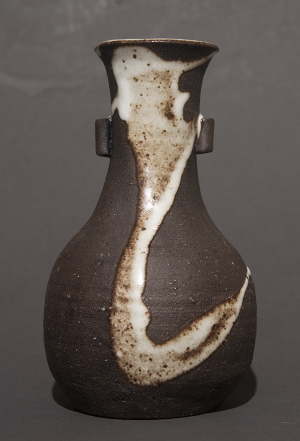
Petit gerro de Janet Leach

Janet Darnell va néixer a Grand Saline, Texas, als Estats Units, el 1918. De jove, es va traslladar a Nova York i va treballar amb l'escultor Robert M. Cronbach, de qui era alumna, participant a la Federal Works Art Project, on exercia d'escultora en projectes arquitectònics. Va estar casada durant un curt període i en l'època de la Segona Guerra Mundial va treballar com a soldadora a les drassanes de Staten Island.
A partir del 1947 comença a interessar-se per la ceràmica i estudia a la Inwood Pottery i a la Alfred University. Aprèn a treballar el fang i a tornejar. El 1948 munta el seu primer taller a la comunitat Steiner, a Spring Valley. També dona classes de ceràmica a un centre de salut mental a Nova York.
Va conèixer Bernard Leach, Yanagi Sōetsu i Shoji Hamada al Black Mountain College, Carolina del Nord, en el curs d'una gira que els tres van fer per Amèrica el 1952. Hamada va estar d'acord en què anés a treballar amb ell a Mashiko quan tornés al Japó. Hi va viatjar el 1954, en un vaixell de càrrega. Allí, Darnell va compartir molt de temps amb Bernard Leach i finalment van decidir casar-se, amb la intenció inicial de quedar-se a viure al Japó. Però quan el fill de Bernard, David Leach, va deixar la Leach Pottery per establir-se pel seu compte, van decidir tornar a Anglaterra el 1956.

### Obra
L'esperit independent de Janet Leach va fer que la seva feina diferís sempre bastant de l'estil de Leach. Mai va sentir la necessitat de mostrar reverència per la feina del seu marit i fins i tot hi podia ser obertament crítica. En canvi, la seva pròpia feina no va ser sempre valorada dins el taller de St. Ives; una gran part de la seva obra va romandre amagada durant molts anys.
Clarament influenciada per l'estil i la forma orientals, la seva obra és vigorosa i flueix lliurement. Treballa amb gres i amb porcellana i utilitzava el torn, però també tècniques com l'urdit i o les planxes, sempre amb el mínim de decoració i d'esmalt.
Després de la mort de Bernard Leach el 1979, Janet va continuar treballant, tornejant les seves peces amb diferents fangs i utilitzant també diferents tècniques de cocció. Va exposar regularment tant a Anglaterra com al Japó.
Es va fer una mostra retrospectiva de la seva obra el 2006 al Tate St Ives.

### Per a saber-ne més
- Biografia de Janet Leach, Aberystwyth University Ceramics Collection
- Article sobre Bernard Leach, inclou foto de Janet i Bernard junts

### Mostres de la seva obra
- Peces de Janet Leach a la V&A Collection, London: gerro 1, gerro 2, gerro 3, gerro 4 i gerro 5